# Yuka Masaki
Yuka Masaki (jap. 真崎 ゆか, Masaki Yuka; * 4. März 1986 in der Präfektur Saitama, Japan) ist der Künstlername einer J-Pop-Sängerin mit R&B-Einflüssen. Ihr bürgerlicher Name ist Yamazaki Yuka (jap. 山崎友加). Sie begann ihre Karriere 2009, als sie bei der Plattenfirma Universal Music Japan ihren ersten Plattenvertrag unterzeichnete.

## Leben
Yuka Masaki spielte von der Mittelstufe bis zur Oberstufe an ihrer Schule als eine Handballerin in einem Verein. Sie wurde sogar für die U-16 der japanischen Junioren ausgewählt. Nach der Oberstufe meldete sie sich für eine Musikschule in Tokio an, wo sie sich für afroamerikanische Musik begeisterte.
Nach ihrem Abitur startete sie eine Karriere als Sängerin und sang in kleinen Clubs, sogar in Konzerthallen, in Tokio. Sie gab durchschnittlich fast zehn Auftritte im Monat und erlangte durch weitere Castings die Aufmerksamkeit von japanischen und südkoreanischen Plattenfirmen. Das führte dazu, dass sie schließlich bei Universal Music Japan einen Plattenvertrag unterschrieb.
Am 16. Februar 2011 veröffentlichte sie, zusammen mit dem japanischen Sänger KG, ihre erste Single im CD-Format: Last Kiss feat. KG.

## Diskografie

### Alben
| Jahr | Titel          | Höchstplatzierung, Gesamtwochen, AuszeichnungChartsChartplatzierungen (Jahr, Titel, Platzierungen, Wochen, Auszeichnungen, Anmerkungen) | Anmerkungen                                           |
| Jahr | Titel          | JP | Anmerkungen                                           |
| ---- | -------------- | --- | ----------------------------------------------------- |
| 2011 | Love Space     | JP120 (2 Wo.)JP | Erstveröffentlichung: 21. September 201               |
| 2012 | Tears of Heart | JP170 (1 Wo.)JP | Erstveröffentlichung: 8. August 2012 Verkäufe JP: 560 |

### Singles
| Jahr | Titel Album                                                           | Höchstplatzierung, Gesamtwochen, AuszeichnungChartsChartplatzierungen (Jahr, Titel, Album, Platzierungen, Wochen, Auszeichnungen, Anmerkungen) | Anmerkungen                                                |
| Jahr | Titel Album                                                           | JP | Anmerkungen                                                |
| ---- | --------------------------------------------------------------------- | --- | ---------------------------------------------------------- |
| 2010 | Love Song –                                                           | — | Erstveröffentlichung: 11. März 2010                        |
| 2010 | Everlasting Love –                                                    | — | Erstveröffentlichung: 8. Dezember 2010 feat. Hiro Fusakawa |
| 2011 | Love Song –                                                           | JP90 (2 Wo.)JP | Erstveröffentlichung: 16. Februar 2011 feat. KG            |
| 2011 | Secret Love –                                                         | — | Erstveröffentlichung: 9. März 2011 Promo-Single            |
| 2011 | Motto Aishitakatta (もっと愛したかった) Ich wollte dich mehr lieben – | JP113 (1 Wo.)JP | Erstveröffentlichung: 27. April 2011                       |
| 2011 | Summer Rain –                                                         | — | Erstveröffentlichung: 25. Mai 2011                         |
| 2011 | It’s Love –                                                           | — | Erstveröffentlichung: 15. Juni 2011                        |
| 2011 | Lady Luck –                                                           | — | Erstveröffentlichung: 20. Juli 2011                        |
| 2011 | Onaji Negai de (同じ願いで) Im selben Wunsch –                        | — | Erstveröffentlichung: 20. Juli 2011 mit KG                 |
| 2011 | Change Myself –                                                       | JP147 (1 Wo.)JP | Erstveröffentlichung: 17. August 2011                      |
| 2012 | Eien wa Nakute mo (永遠はなくても) Für immer ohne –                   | — | Erstveröffentlichung: 25. Januar 2012                      |
| 2012 | Negai (願い) Wunsch –                                                 | — | Erstveröffentlichung: 14. März 2012 feat. K.J.             |
| 2012 | Lovin’ You –                                                          | — | Erstveröffentlichung: 18. April 2012                       |
| 2012 | I Need You –                                                          | — | Erstveröffentlichung: 23. Mai 2012                         |
| 2012 | Sweet Pain –                                                          | — | Erstveröffentlichung: 4. Juli 2012 feat. Shion             |

## Musikvideos
- 2010: Love Song gedreht von Murakami Tatsuya.[5]
- 2011: Last Kiss feat. KG gedreht von Murakami Tatsuya.[6]
- 2011: Motto Aishitakatta gedreht von Tada Takuya.[7]
- 2011: Lady Luck gedreht von Naga Soe Masashi.[8]
- 2011: Change Myself gedreht von Tada Takuya.[9]
- 2011: Eien wa Nakute mo
- 2011: Negai feat. K.J.
- 2012: Sweet Pain feat. Shion